# El Pueblo de la Familia
El Pueblo de la Familia (en italiano: Il Popolo della Famiglia, PdF) es un partido político italiano social conservador. Su líder y presidente es Mario Adinolfi, escritor y director del periódico La Croce y exmiembro del Partido Demócrata.
En un informe del 13 de julio de 2023, la organización antiextremista Global Project Against Hate and Extremism designó a Popolo della Famiglia como una organización nacionalista religiosa y anti-LGBTQ+.

## Historia
El partido fue fundado en marzo de 2016 para establecer una representación política de las personas que habían participado en los dos "Días de la Familia", el primero en la Piazza San Giovanni de Florencia el 20 de junio de 2015 y el segundo en el Circo Máximo de Roma el 30 de enero de 2016.
En junio de 2017, en las elecciones municipales, Il Popolo della Famiglia obtuvo un resultado marginal en casi todas las 16 comunas en las que se había presentado, ubicándose en casi todas partes en el último lugar entre las fuerzas políticas candidatas.
El PdF participó en las elecciones generales de 2018, obteniendo solo el 0,67% de los votos en la Cámara y el 0,70% de los votos en el Senado, sin lograr ningún escaño. Posteriormente formó una lista conjunta con Alternativa Popular para las elecciones al Parlamento Europeo de 2019, en donde no alcanzó el umbral electoral para obtener un escaño.
En las elecciones municipales de 2022 el PdF presentó candidaturas en más de 16 comunas; en la comuna de Ventotene se presentó como candidato a alcalde el líder del partido, Mario Adinolfi, quien no obtuvo ningún voto, siendo derrotado por el Partido Gay —que obtuvo un voto— y las listas cívicas Insieme per Ventotene y Uniti per il Bene di Ventotene.

## Ideología
El Pueblo de la Familia es una agrupación política aconfesional y valórico de inspiración cristiana, centrado en la Doctrina Social de la Iglesia Católica, abierto a los no creyentes y otras confesiones religiosas que comparten su programa en defensa de los valores "no negociables": el derecho a la vida desde la concepción hasta la muerte natural, la centralidad de la familia establecida en el artículo 29 de la Constitución italiana ("la familia como primera comunidad natural basada en el matrimonio") y el derecho de los niños a tener un padre y una madre. El PdF también se opone a los derechos de adopción de las parejas del mismo sexo.
Los valores de El Pueblo de la Familia se centran principalmente en la fe cristiana, que construyó la identidad histórica y cultural de Italia y de Europa, siendo otro valor fundamental representado por la familia. Según miembros del PdF, son los herederos de la gran tradición del Partido Popular Italiano de Luigi Sturzo.

## Controversias
El partido ha sido etiquetado por algunos comentaristas políticos como un movimiento fundamentalista cristiano.